# Paul J. Crutzen
Paul Jozef Crutzen (Ámsterdam, Países Bajos, 3 de diciembre de 1933-Maguncia, Alemania, 28 de enero de 2021) fue un químico neerlandés y ganador del premio Nobel de química de 1995, junto con Mario Molina y Frank Sherwood Rowland por su trabajo sobre química atmosférica y específicamente por sus esfuerzos en el estudio de la formación y descomposición del ozono atmosférico. También investigó el invierno nuclear, que ocuriría después de una posible gran guerra nuclear.

## Biografía
Los padres de Paul Crutzen eran Jozef y Anna Crutzen, de soltera Gurk. Su madre trabajaba en la cocina de un hospital y su padre era camarero, pero frecuentemente se encontraba desempleado. Los antepasados de su madre vivieron en Alemania y eran de origen germano-polaco. Su padre tenía parientes en los Países Bajos, Alemania y Bélgica. La infancia de Paul Crutzen era dura, ya que gran parte de ella coincidió con la Segunda Guerra Mundial. Tenía una hermana menor, que nació en febrero de 1936. En 1946 Paul Crutzen entró en la Hogere Burgerschool. En esta escuela podía concentrarse en las Ciencias Naturales, pero también tenía clases de Francés, Inglés y Alemán. Durante este tiempo también practicó varios deportes.
De 1951 a 1954 estudió Ingeniería en la Middelbare Technische School. Desde verano de 1954 hasta febrero de 1958 e interrumpido por veintiún meses de servicio militar obligatorio, trabajó en una oficina para la construcción de puentes de la ciudad de Ámsterdam.
El 14 de febrero de 1958 Paul Crutzen se casó con Terttu Soininen, que había conocido durante unas vacaciones en Suiza y que estudiaba Historia y Lengua Finlandesa en Helsinki. La pareja se mudó a Gävle, un lugar en Suecia, unos doscientos kilómetros al norte de Estocolmo. En diciembre de 1958 nació la primera hija de Paul y Terttu Crutzen y en marzo de 1964, la segunda.
Cuando vivía en Gävle, Paul Crutzen trabajó en una oficina de construcción de edificios del Gobierno. Ya en julio de 1959 Paul Crutzen cambió de trabajo y empezó a trabajar como programador para el Instituto de Meteorología de la Universidad de Estocolmo, a pesar de que no tuviera ninguna experiencia en programar. Ahora vivía con su familia en Estocolmo.
Además de trabajar, Crutzen estudió Meteorología en la Universidad de Estocolmo. Empezó su estudios en 1959, cuando tenía veinticinco años, y en 1963 recibió el grado académico de filosofie kandidat, equivalente a un máster.
Alrededor de 1965, trabajando en la Universidad de Estocolmo, Paul Crutzen conoció a James Blankenship, un profesor visitante de los Estados Unidos. Crutzen tenía la tarea de apoyarle en el desarrollo de un modelo para la distribución de diferentes formas de oxígeno (O, O2 y O3) en la estratosfera, mesosfera y baja termosfera. Con esta tarea empezaron las investigaciones de la química atmosférica de Paul Crutzen. Expandió este modelo para su tesis doctoral sobre ozono estratosférico. Recibió su doctorado (filosofie licentiat) en 1968. En verano de 1969 Paul Crutzen pasó a la Universidad de Oxford y se quedó dos años antes de regresar a Estocolmo en julio de 1971. En Oxford recibió apoyo para su idea de que los NOx tienen un papel en la química del ozono estratosférico. Más concretamente, en 1970 descubrió que N2O del suelo sube a la atmósfera donde se desintegra en dos compuestos, NO y NO2 por la energía solar, que reaccionan con el ozono (O3), convirtiéndolo en oxígeno (O2).
En 1972 Paul Crutzen tomó parte en la discusión global sobre los efectos de los aviones supersónicos en la capa de ozono. Declaró que no se deberían permitir grandes cantidades de estos aviones en este momento, ya que sus efectos en el medioambiente no se podían predecir fiablemente.
Continuó su formación para recibir un D.Sc. (filosofie doktor) en 1973 —es el grado académico más alto en Suecia—. Para recibirlo investigó el papel del nitrógeno para la distribución del ozono en la estratosfera.
En 1974 Paul Crutzen empezó a trabajar en dos puestos con jornada reducida en EE. UU.: en la Oficina Nacional de Administración Oceánica y Atmosférica (National Oceanic and Atmospheric Administration o NOAA) y en el Centro Nacional para la Investigación Atmosférica (National Center for Atmospheric Research o NCAR) en Boulder, Colorado. En 1977, junto con Dieter Ehhalt, Crutzen publicó en la revista Ambio un artículo científico de gran influencia en el que destacaron la importancia de la aplicación de abonos nitrogenados y de la combustión para la destrucción de la capa de ozono. De 1977 a 1980, Crutzen se desempeñó como director de investigación en el Centro Nacional para la Investigación Atmosférica.
De 1980 hasta su jubilación en 2000 Paul Crutzen fue director de la división de química atmosférica del Instituto Max Planck, en Maguncia, Alemania. En 1981 empezó a investigar el invierno nuclear (nuclear winter) junto con John W. Birks. El invierno nuclear describe el estado del medioambiente después de una hipotética gran guerra nuclear. Encontraron que las explosiones nucleares causarían una destrucción sustancial del ozono estratosférico. Sin embargo, encontraron que otros efectos serían aún más perjudiciales: Las explosiones nucleares causarían gran cantidad de humo causado por fuegos, que subiría a la troposfera y que allí absorbería la luz solar y por tanto provocaría oscuridad y un fuerte enfriamiento en la superficie de la Tierra. En capas más altas de la atmósfera en cambio, se produciría un aumento de las temperaturas, causando disturbios en el tiempo, el clima y el medioambiente. Paul Crutzen estaba convencido de que las armas nucleares debían prohibirse internacionalmente. Crutzen y Birks publicaron los resultados de sus investigaciones en la revista Ambio en junio de 1982 y también en un libro. Junto con un artículo de Richard Turco, Brian Toon, Tom Ackerman, Jim Pollock y Carl Sagan sobre el tema, sus publicaciones llevaron al Gobierno estadounidense y a la OMS a abordar el problema.
En 1986 Paul Crutzen empezó a dedicarse a investigar el agujero de la capa de ozono. Sus investigaciones formaron parte de las investigaciones que condujeron a la adopción en 1987 del Protocolo de Montreal.
Falleció el 28 de enero del 2021.

## Trabajo científico
Activista en el campo de las ciencias ambientales ha contribuido, junto a Mario J. Molina y Sherwood Rowland, a la comprensión de la formación del agujero de la capa de ozono. Sus estudios sobre las sustancias contaminantes han permitido la comprensión del posible cambio climático que padece la Tierra, relacionada con la emisión de cloroflurocarburos o CFC y otros gases organohalógenos con un desplazamiento del equilibrio químico en la formación y destrucción del ozono estratosférico.
En 1995 fue galardonado junto a Molina y Rowland, con el Premio Nobel de Química por sus trabajos sobre la química de la atmósfera, especialmente sobre la formación y descomposición del ozono.
Fue quién introdujo el término Antropoceno en el año 2000, por analogía con la palabra Holoceno. Crutzen explica el incidente que lo llevó a acuñarlo: Yo estaba en una conferencia en la que alguien comentaba algo sobre el Holoceno. En ese momento pensé que tal término era incorrecto, porque el mundo ha cambiado demasiado. Así que le dije: ¡No, estamos en el Antropoceno!, creando en el ardor de ese momento la palabra. Todo el mundo estaba sorprendido. Pero parece haber persistido. Crutzen utilizó por primera vez el término en la prensa escrita en un boletín de 2000 del Organismo Internacional de la Geosfera y la Biosfera (IGBP), no. 41. Posteriormente, en 2008, Zalasiewicz sugirió en un boletín de la Sociedad Americana de Geología que el término Antropoceno sería el apropiado para estos momentos.